# FotoWorks XL
FotoWorks XL ist ein Bildbearbeitungsprogramm, das speziell für unerfahrene Benutzer und Digitalkamera-Besitzer ohne Vorkenntnisse im Bereich der Bildbearbeitung entwickelt wurde.
Über sogenannte TWAIN-Schnittstellen ist es möglich, Digitalbilder direkt von der Digitalkamera einzulesen. Die Bilder können entweder einzeln bearbeitet, oder komplette Bilderserien mit Hilfe einer Stapelverarbeitung verändert werden. FotoWorks enthält gewöhnliche Grafikfilter und Kunstfilter wie Verzerrungsfilter oder Schärfefilter wie Weichzeichnen und Unscharfmaskierung. Besonders unerwünscht bei Fotografie ist auch der Rote-Augen-Effekt, der sich mit dem Programm entfernen lässt.
Es wird grundsätzlich ein Vorschaubild des Effektes angezeigt, bevor die Bildbearbeitung angewandt wird.
Funktionsumfang und Maskentechniken stehen bei dieser Software nicht im Vordergrund, vielmehr wurde hier das Augenmerk auf Bedienerfreundlichkeit und Ergonomie gelegt. FotoWorks ist deshalb nicht als Konkurrenz zu Programmen wie Photoshop, PhotoPaint oder GIMP zu sehen.
Geschrieben wurde es auf Basis der Programmiersprachen Delphi und C# und unterstützt die Betriebssysteme Windows XP, Windows Vista, Windows 7, Windows 8, Windows 10 und Windows 11.

## Dateiformate
- BMP
- JPG
- GIF
- TIF
- PNG

## Geschichte
Die erste Version entstand durch die Idee, eine Software zu entwickeln, die für Computer-Laien einfach anwendbar ist; hierfür entwarfen die deutschen Softwareentwickler Anton Ilg und Elmar Natter ein Konzept mit vielen Zwischen- und Hilfsschritten für die Softwarebedienung.
Nach der Fertigstellung der ersten Version im Mai 2003 erreichte das Programm schnell einen hohen Bekanntheitsgrad. Das Programm wurde ab September 2005 von mehreren Entwicklern komplett überarbeitet und bedienerfreundlicher gestaltet. Die mehrmals jährlich erscheinenden Softwareaktualisierungen sind kostenlos.